# Самарийтриникель
Самарийтриникель — бинарное неорганическое соединение
никеля и самария
с формулой Ni3Sm,
кристаллы.

## Получение
- Сплавление стехиометрических количеств чистых веществ:

{\displaystyle {\mathsf {3Ni+Sm\ {\xrightarrow {1135^{o}C}}\ Ni_{3}Sm}}}

## Физические свойства
Самарийтриникель образует кристаллы
гексагональной сингонии, параметры ячейки a = 0,5003 нм, c = 2,459 нм, Z = 9,
структура типа плутонийтриникеля Pu3Ni
.
Соединение образуется по перитектической реакции при температуре 1135°С
.